# Uldus Bakhtiozina
Uldus Bakhtiozina (Léningrad, 22 juillet 1986) est une photographe russe. Elle est la première russe à avoir participé à une conférence TED. Elle a également participé à la série 100 Women produite par la BBC.